# 125.ª Brigada Mixta (Ejército Popular de la República)
La 125.ª Brigada Mixta fue una unidad del Ejército Popular de la República que participó en la Guerra Civil Española. Perteneciente a la 28.ª División, tuvo un papel relevante durante la contienda.

## Historial
La 125.ª Brigada Mixta fue creada el 28 de abril de 1937 en base al antiguo regimiento «Durruti», de la columna miliciana «Ascaso». La unidad resultante quedaría integrada en la 28.ª División, también de nueva creación, con el mayor de milicias Miguel García Vivancos como jefe de la unidad. Sin embargo, en el mando de la brigada se sucederían los jefes, siendo Vicancos sucedido por el mayor de milicias Antonio Aguilá Collantes y este, poco después, por mayor de milicias Juan Mayordomo Moreno. Durante el resto del año la 125.ª BM estuvo presente en el frente de Huesca, contribuyendo al asedio de la capital de provincia y sin tomar parte en otras acciones.
En febrero de 1938, encontrándose en el área de Monzón, fue enviada al frente de Teruel en auxilio de las fuerzas republicanas allí destacadas. Tras su llegada, el 12 de febrero atacó las posiciones franquistas en «La Torana», sin éxito. Entre los días 24 y 28 hubo de hacer frente a nuerosos ataques franquistas en esta zona, tras lo cual se retiraría a los llanos de Valdecebro. Con posterioridad la 125.ª BM tomó parte en las campañas de Aragón y Levante, donde hubo de retirarse en varias ocasiones ante la presión enemiga. Para el 24 de julio se encontraba situada en la línea XYZ, en Viver-Jérica. Sin embargo, debido a las abundantes bajas sufridas, debió ser retirada a Chelva.
En el mes de agosto la 125.ª BM fue enviada al frente de Extremadura, ahora bajo el mando del comandante de infantería Ricardo Meléndez Ramos. Para cubrir sus pérdidas en el frente de Levante recibió refuerzos procedentes de la 83.ª Brigada Mixta. A su llegada a la Puebla de Alcocer quedó situada como reserva de la 28.ª División, al norte del «Vértice Cabezuela» —cerca de la carretera que unía Cabeza del Buey con Zarza Capilla—. La brigada llegó a tomar parte en los ataques republicanos que intentaban cortar las líneas franquistas en el saliente de Cabeza del Buey. El 21 de septiembre pasó a relevar a la 191.ª Brigada Mixta en la carretera de Cabeza de Buey a Sancti-Spíritus.
A comienzos de diciembre la 66.ª Brigada Mixta la relevó en sus posiciones y la 125.ª BM fue enviada a Chillón para ser sometida a una reorganización. Unas semanas después, en enero de 1939, participó junto al resto de la división en la ruptura del frente enemigo al sur de Sierra Trapera-Sierra Mesegara, donde se mantuvo hasta comienzos de febrero. Durante los combates la unidad sufrió unas bajas que afectaron al 40% de sus efectivos, por lo que sería retirada del frente para ser reestructurada.
Hasta el final de la guerra no tomaría parte en más acciones.

## Mandos
Comandantes
- Mayor de milicias Miguel García Vivancos;[5]
- Mayor de milicias Antonio Aguilá Collantes;
- Mayor de milicias Juan Mayordomo Moreno;[n. 2]
- Comandante de infantería Ricardo Meléndez Ramos;
- Mayor de milicias Germán Riera Condal;

Comisarios
- Juan Tenaguillo Cano, de la CNT;[7]